# Sint-Petruskapel (Boekel)

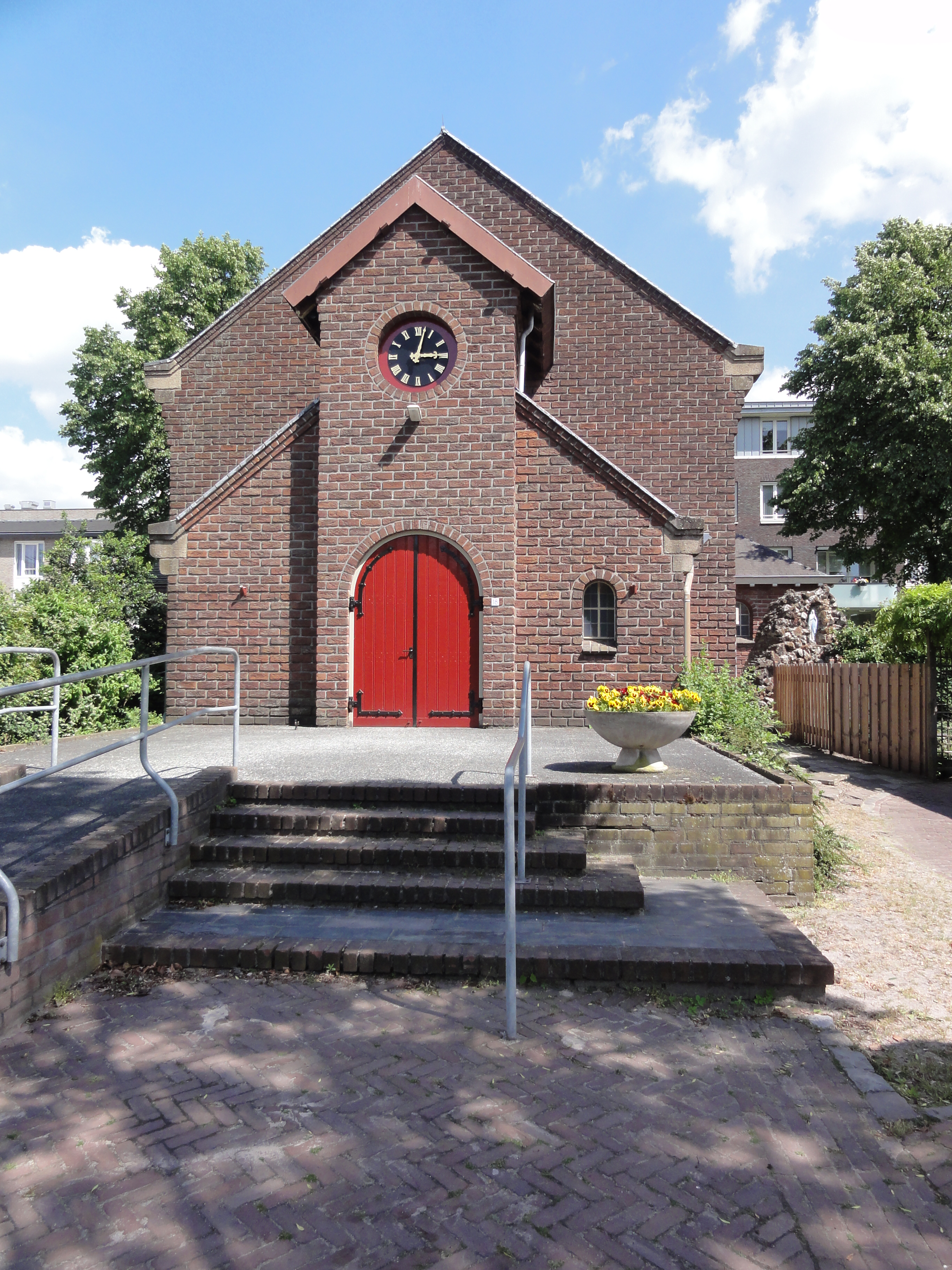
Sint-Petruskapel

De Sint-Petruskapel is een voormalige kapel in de Nood-Brabantse plaats Boekel, gelegen aan de Burgtstraat 18.

## Geschiedenis
In 1886-1887 werd te Boekel een klooster gebouwd, naar ontwerp van Johannes Heijkants, dat betrokken werd door de Zusters van Liefde van Jezus en Maria, Moeder van Goede Bijstand die hun moederhuis in Schijndel hadden.
In 1935 werd hierbij een kloosterkapel gebouwd in de stijl van de Delftse School, waarbij neoromaanse stijlelementen werden gebezigd.
Nadat de zusters vertrokken waren is het klooster gesloopt en werden er bejaardenwoningen op het terrein gebouwd. De kapel kwam vrij te liggen en is het enige kloostergebouw dat gespaard werd.
De kapel is geklasseerd als gemeentelijk monument.

## Gebouw
Het betreft een eenbeukige bakstenen kapel met halfronde apsis en een naast het koor gelegenslank torentje, gedekt met zadeldak.